# Carolina Dementiev
Carolina Dementiev Justavino (San Petersburgo, 1 de febrero de 1989) es una deportista rusa, hija de padre ruso y madre panameña. Ha trabajado como modelo, es profesora de modelaje y asesora de imagen corporal, maestra de ceremonia, actualmente es Triatleta y presentadora en el programa de televisión Jelou en Televisora Nacional (Panamá). Está cursando sus Estudios de derecho.

## Carrera de modelo
En el año 2004 ganó como mejor modelo de pasarela, quedando como ganadora de chica modelo de ese año. Además, ese mismo año participó del concurso Elite Model Look del cual fue ganadora. En el 2013 la bisutería Enchated Bijoux, le entregó un reconocimiento por ser embajadora de la marca en el país.

## Ironman
El 25 de agosto de 2013 ganó el primer lugar del Ironman  de la categoría de 18-24 de la rama femenina, que se llevó a cabo en Louisville, Kentucky con un tiempo de 10:14:30 horas, con un registro por prueba de 55:14 minutos de natación, 5:21:11 horas de recorrido en bicicleta y 3:44:25 horas de carrera. Además el 8 de septiembre del mismo año volvió a ganar el Ironman 70.3 de la misma categoría que se llevó a cabo en Las Vegas, Nevada (Estados Unidos) con un tiempo de 4:57:54 horas, divididas en 30:08 minutos de natación, 2:43:49 en bicicleta y 1:38:23 en carrera, y ocupó el puesto 478 de la clasificación general.

### Dopaje
En 2016, ha sido suspendida por la Agencia Mundial Antidopaje (WADA) durante 24 meses por usar una crema que contiene una sustancia dopante.

## Realmente Bella Señorita Panamá 2008
En el año 2008 Carolina fue ganadora del Reality show, Realmente Bella Señorita Panamá por el canal de televisión Telemetro y de allí fue elegida para ser la representante de Panamá en Miss Universo, el cual se realizó en Vietnam el 14 de julio de ese mismo año.